# Florimond Marie Van Acker
Florimond Marie van Acker (Bruges, 6 aprile 1858 – Bruges, 14 marzo 1940) è stato un pittore belga.

## Biografia
Studiò all'Accademia di belle arti di Bruges, all'Accademia reale di belle arti di Anversa, e quindi all'Accademia reale di belle arti di Bruxelles, dove fu allievo di Jean-François Portaels. Vinse il Prix de Rome nel 1883 e fu direttore dell'Accademia di Bruges, della quale fu a suo tempo studente, dal 1910 al 1926. Fu pittore versatile, autore di soggetti religiosi per committenze ecclesiastiche, storici e mitologici, paesaggi, ritratti e scene di genere; praticò le tecniche dell'olio, del pastello e dell'acquerello.
Il Groeningemuseum di Bruges conserva alcune sue opere.